# Linaria laxiflora
Linaria laxiflora är en grobladsväxtart. Linaria laxiflora ingår i släktet sporrar, och familjen grobladsväxter.

## Underarter
Arten delas in i följande underarter:
- L. l. calcarlongum
- L. l. laxiflora